# Вартовий (персонаж Marvel Comics)
Вартовий, також Страж (англ. Sentry) — вигаданий персонаж коміксів Marvel, створений Полом Дженкінсом і Джеєм Лі. Вперше з'явився у The Sentry #1 (2000). Справжнє ім'я — Роберт «Боб» Рейнольдс, звичайний чоловік, який отримав надлюдські здібності після вживання експериментальної сироватки. Вартовий володіє силою рівня мільйона вибухаючих сонць, здатний літати, регенерувати, маніпулювати енергією та має телепатичні здібності.
Основним антагоністом персонажа є його темне альтер-его — Порожнеча (The Void), що символізує його психічні розлади. Через небезпеку, яку становить для світу, Рейнольдс добровільно стирає себе з пам'яті людства. Пізніше повертається як супергерой і антагоніст, зокрема у серіях Dark Avengers та Siege.

## Походження
Роберт Рейнольдс — звичайний чоловік, який випадково прийняв експериментальну сироватку, що надала йому силу «мільйона вибухаючих сонць». Так він став Вартовим — одним із наймогутніших супергероїв у світі.

## Сили та здібності
Вартовий є одним з найпотужніших персонажів у всесвіті Marvel. Його здібності включають:
- Надлюдську силу, витривалість і швидкість
- Політ
- Маніпуляцію енергією та світлом
- Телепатію
- Регенерацію
- Безсмертя
- Потенційну силу, еквівалентну «мільйону вибухаючих сонць»

## Важливі сюжетні арки
- The Sentry (2000) — дебют персонажа, виявлення його забутої історії.
- Sentry: Reborn (2005) — повторне повернення до свідомості про своє альтер-его.
- Dark Avengers — приєднання до команди Нормана Осборна.
- Siege (2010) — трансформація у Порожнечу та загибель під час атаки на Асґард.
- The Sentry (2018) — життя між реальністю та психічною в'язницею, створеною для контролю над Void.

## Сили та здібності

### Вартовий
Сили Вартового походять від Сироватки Суперсолдата, яка «рухає його молекули на мить попереду поточної часової лінії». Вона була розроблена, щоб бути в сто тисяч разів сильнішою за оригінал, який використовувався на Капітані Америці, і була модифікована Зброєю Ікс. Однак у мінісеріалі «Епоха Вартового» припускається, що Вартовий — це розумна життєва сила, біженець з іншого всесвіту, який намагався прорватися до іншого, щоб знайти свій новий дім, і що сироватка лише врахувала це.
Хоча точні здібності персонажа та їхні межі невідомі, а також кажуть, що він всемогутній, він продемонстрував невелику частину своїх сил, піднявши Гелікар'єр (за допомогою Міс Марвел та Чудо-людини); запобігши знищенню Землі Небесним Екзитаром, піднявши ногу (за допомогою здібного Розбійника), хоча пізніше його бачили несечим його самостійно; також маючи змогу битися з Тором та завести його в глухий кут. Він розчленував Карнажа без особливих зусиль. Мутантка Емма Фрост вважає Сентрі одним із наймогутніших телепатів на Землі 616. Він якимось чином стійкий до мутантського дотику Роуга. Вартовий без зусиль переміг та зламав ручку сокири Терракса, глашатая Галактуса, який показав себе достатньо потужним, щоб розрубати планети навпіл; жорстоко побив і майже розірвав жінку Альтрон ; та легко розбив щити Доктора Дума. Під час першої мінісерії про Вартового, Людина-павук, розмірковуючи, згадує, як Вартовий в якийсь момент бився з Галактусом і поставив його в глухий кут.
Вартовий зазвичай стримує свої сили, значно обмежуючи його повну могутність. Час від часу він вивільняв їх, демонструючи справжню величину своїх здібностей та сили. У деяких із цих випадків він перевантажував здібності Поглинаючої Людини ; і бився з розлюченим Халком протягом тривалого часу, поки обидва бійці не повернулися до своїх людських форм, після чого Рейнольдс був знепритомнений Беннером. Він володіє надлюдською швидкістю, що дозволяє йому легко ухилятися від куль або ловити їх; завдяки польоту він може дістатися до Сонця і назад за лічені хвилини. Вартовий також, очевидно, невразливий: отруйні вибухи Жінки-павука, на повній потужності здатні вбити навіть надлюдей, не мають на нього жодного ефекту. Нік Ф'юрі заявив, що Щ.И.Т. ще не знайшов способу вбити Вартового. Сканери Залізної Людини не виявили жодних фізичних слабкостей у його тілі.[джерело?]
Вартовий також має надлюдськи гострі почуття. Одного разу він сказав опоненту, що бачить його нервові центри, а іншого разу сказав, що чує серцебиття метелика в Африці, перебуваючи в США. Він може випромінювати світло, яке можна використовувати для заспокійливого ефекту. Він має здатність поглинати енергію з будь-якої матерії чи джерела, що забезпечує йому безмежну кількість енергії. Вартовий володіє величезною здатністю проекції енергії, як з рук, так і з очей, здатною завдати шкоди навіть Халку (у його втіленні Зеленого Шраму). Він витримав еквівалент сонячних спалахів без шкоди, а також вивільнив енергію, що руйнує планету, проти Геніс-Велл. Вартовий також продемонстрував здатність миттєво телепортуватися у сліпучому спалаху світла.
Колись він зміг імплантувати свої спогади у свідомість іншої людини (він також імплантував свої думки у свідомість автора коміксів, щоб вони були записані в коміксах). Він використовує свої величезні розумові здібності, щоб підтримувати контроль навіть перебуваючи в неврівноваженому стані, спричиненому його психічним захворюванням. Після того, як Альтрон убив свою дружину, Сентрі зміг воскресити її, просто доторкнувшись.
Вартовий продемонстрував здатність відтворюватися після фізичного знищення,[джерело?] аж до повного молекулярного руйнування протягом кількох секунд (одного разу він намагався покінчити життя самогубством, влетівши в серце Сонця).[джерело?] Діалог між Рейнольдсом і Порожнечею свідчить про те, що ця конкретна здатність є автоматичною, мимовільною та поза контролем будь-кого з них.
Зрештою він дізнався, що всі його сили, очевидно, походять від здібностей, подібних до здібностей практично всемогутньої Людини-Молекули, яку він використовує, щоб взяти під контроль тіло останнього та кілька разів воскресати після того, як, здавалося б, був знищений.
Під час розмови між Лінді, CLOC та Порожнечею натякається, що сили Вартового можуть походити з космічного джерела або, можливо, навіть від юдео-християнсько-ісламського Бога. Лінді вважав, що його сили «можливо, біблійних масштабів», і висував теорію, що сучасні супергерої є провідниками, через які тепер спрямовується така вища сила. Коли Стів Роджерс вимагає, щоб Норман Осборн розповів йому, як герої мають зупинити Порожнечу, Осборн каже (хоча, можливо, образно), що Порожнеча була «Ангелом Смерті»; попередній біблійний флешбек також показав, що істота, яка наслала божественні кари на Єгипет, очевидно, була схожа за зовнішністю на Порожнечу, яка тисячоліття потому стверджує Вартовому, атакуючи Нью-Йорк, що це «Божий шлях».
Оскільки молекули Сентрі випереджають поточну часову шкалу, це означає, що він існує одночасно в майбутньому, теперішньому та минулому. Його давній ворог Краніо стверджував, що Час гнеться для Сентрі, і кожна ситуація, яка трапляється, працює на його користь, подібно до маніпуляції ймовірністю, але в його випадку це маніпуляція часом.

### Порожнеча
Роберт Рейнольдс проектує сутність як темний побічний ефект своїх сил. Стверджується, що за кожен доброзичливий вчинок, який виконує Вартовий, Порожнеча відповідає спробі вчинити зловісний вчинок. Раніше він не знав, що Порожнеча була фальшивою особистістю, але згодом йому повідомили про протилежне. У сюжетній лінії 2009 року " Утопія " його тимчасово відокремили від його істоти, а «уламок» його сутності помістили в Емму Фрост, яку пізніше передали Скотту Саммерсу та наразі замкнену в його свідомості.
Було наведено кілька причин існування Порожнечі: вроджений поділ на добро і зло у будь-якої номінально нормальної людини;[джерело?] «вірус розуму», впроваджений мутантом -Майстером ; ідея про те, що Порожнеча насправді є справжньою особистістю Роба Рейнольдса, а Вартовий — хибною; як згадувалося вище, результат приховування його минулого; і, за словами Нормана Осборна, надлюдськість Вартового підірвала його людяність, що призвело до «порожнечі» в його житті.[джерело?] Під час сюжетної лінії «Облоги» Порожнеча проявляє більш демонічну форму, здатну майже вбити Тора, зруйнувати все місто Асгард і одночасно знищити кожного безсмертного та смертного героя, що протистоять йому.[джерело?] вбивство Локі, яким керував Камень Норн, за лічені секунди і навіть розірвання бога війни Ареса навпіл. Норман Осборн стверджує, що це Ангел Смерті, що пов'язано з попередньою прелюдією, яка показувала присутність Порожнечі в біблійні часи.[джерело?]
Порожнеча має здатність змінювати форму, і завдяки контролю над погодою та темрявою вона може створювати руйнівні шторми та смертельні «інфіні-вусики», що атакують розум.[джерело?] Жертви, нанизані на вусики, переживають травматичні видіння минулого, теперішнього та майбутнього. Його звичайний вигляд варіюється від тіньового лиходія в тренчкоті до масивного урагану темряви.[джерело?] Воно також може набувати сил, залежних від форми, як-от форма полум'я, що дихає вогнем,[джерело?] по черзі броньований монстр із надсилою та витривалістю.[джерело?] Він найсильніший вночі та в Негативній Зоні (яка також є джерелом сили та могутності Синього Марвела), де він показав себе здатним легко подолати Халка, зламавши кожну кістку в його тілі за лічені хвилини.[джерело?] За збігом обставин, Сентрі найслабший у Негативній Зоні.[джерело?] Навіть звичайний фізичний напад вимагав значних зусиль для стримування, навіть за допомогою об'єднаних силових полів Залізної Людини, Доктора Стренджа та Невидимої Жінки, тоді як об'єднані сили Нових Месників, Фантастичної Четвірки, Людей Ікс, Нелюдей, Ілюмінатів та важкоозброєних агентів Щ. И.Т. одночасно атакували його.

## В інших медіа

### Фільми
- Роберт «Боб» Рейнольдс у ролі Вартового та Порожнечі з'являється у фільмі Кінематографічного всесвіту Marvel (MCU) «Громовержці*» (2025), роль якого виконує Льюїс Пулман.[8] Цю версію створили Валентина Аллегра де Фонтен та OXE Group.
- Боб Рейнольдс/Сентрі з'явиться у майбутньому фільмі MCU «Месники: Судний день» (2026), його знову зіграє Льюїс Пулман.[9]

### Відеоігри
- Вартовий та Порожнеча з'являються у версії гри Marvel: Ultimate Alliance 2 для Nintendo DS, їх озвучує Нолан Норт.
- Вартовий та Порожнеча з'являються як ігрові персонажі в Marvel Super Hero Squad Online, озвучених Чарлі Адлером.[10]
- Вартовий та Порожнеча з'являються як ігрові персонажі у грі Marvel: Contest of Champions.[11]
- Вартовий та Порожнеча з'являються як ігрові персонажі в Marvel Puzzle Quest.[12][13]
- Вартовий та Порожнеча з'являються у фільмі «Месники» від Lego Marvel.[14]
- Вартовий та Порожнеча з'являються як ігрові персонажі в Marvel Future Fight.[15]
- Вартовий та Порожнеча з'являються у Marvel Snap.[16][17]